# Marco Cocceio Nerva (curator aquarum)
(Tacito, Annales, VI, 26, 1 [trad. Bianca Ceva, BUR])
Marco Cocceio Nerva (in latino: Marcus Cocceius Nerva; 42 a.C. circa? – Capri, 33) è stato un magistrato, senatore e giurista romano, console dell'Impero romano e curator aquarum della città di Roma.

## Biografia
Appartenente alla gens Cocceia, proveniente dalla città umbra di Narnia, salita alla ribalta in epoca triumvirale, soprattutto dalla parte di Marco Antonio per poi passare a Ottaviano, e in seguito contraddistinta da una certa quies che permise loro di fiorire durante i Giulio-Claudi, Nerva era figlio o più probabilmente nipote del console ordinario del 36 a.C. Marco Cocceio Nerva, e nipote o più probabilmente pronipote del console suffetto del 39 a.C.: la critica è ancora incerta se questo fosse Gaio Cocceio Balbo o Lucio Cocceio Nerva, di cui il secondo era sicuramente fratello del console del 36 a.C. e il primo era probabilmente imparentato con gli altri due. Le imprese di questi homines novi portarono Ottaviano a concedere loro il patriziato nel 30 a.C. Qualora Nerva fosse figlio del console del 36 a.C., è stato proposto che fosse all'incirca coetaneo di Tiberio, suo amicus. 
Della carriera di Nerva non molto è noto. Il primo incarico noto, infatti, lo vede direttamente al vertice dello stato romano. Egli, infatti, fu con ogni probabilità console suffetto insieme a Gaio Vibio Rufino nel secondo semestre del 21 o del 22, in sostituzione rispettivamente di Mamerco Emilio Scauro e Gneo Tremelio o di Decimo Aterio Agrippa e Gaio Sulpicio Galba: allo stato attuale della documentazione, che attesta la coppia consolare in carica ad agosto, è impossibile definire con maggiore esattezza l'anno del suo consolato.
In ogni caso, Nerva era ormai consularis nel 24, quando fu nominato curator aquarum, sovrintendente al rifornimento idrico della città di Roma, compito che evidentemente richiedeva poco dispendio di forze, in sostituzione di Lucio Tario Rufo o, secondo un'ipotesi non unanimemente accettata di Ronald Syme, di Gaio Vibio Rufo.
Nel 26, poi, Nerva, grande amicus di Tiberio e consularis, fu l'unico tra tutti i senatori a decidere di accompagnare il princeps nel suo soggiorno sull'isola di Capri. Sempre sull'isola campana Nerva rimase fino al 33, anno in cui si suicidò lasciandosi morire per inedia, pur essendo perfettamente fiorente e in salute e sebbene Tiberio lo supplicasse di non togliersi la vita:
(Tacito, Annales, VI, 26, 1-2 [trad. Bianca Ceva, BUR])
Cassio Dione riporta invece una versione alternativa, che lega il suicidio di Nerva a motivi più concreti, ossia le decisioni economiche di Tiberio in occasione della grande crisi di credito del 33:
(Cassio Dione, Storia Romana, LVIII, 21, 4-5 [trad. Alessandro Stroppa, BUR])
Nerva, accanto alla carriera politica, doveva senza dubbio aver perseguito anche la carriera giuridica con grande successo, dal momento che è attestato come successore di Marco Antistio Labeone a capo di quella che in seguito sarebbe stata definita "scuola proculiana" di diritto romano, favorita dallo stesso Tiberio: Nerva e Masurio Sabino, nuovo capo della futura "scuola sabiniana", proseguirono e accrebbero le dispute e i dissensi che erano già state dei loro predecessori, rispettivamente Labeone e Gaio Ateio Capitone. Di Nerva sono conservate numerose sentenze in frammenti conservati da giuristi posteriori.
Nerva è definito da Frontino nonno del princeps Nerva. Egli infatti ebbe da moglie ignota un figlio omonimo, precoce giureconsulto al tempo del successore del padre Proculo, ipotizzato console suffetto sotto Caligola e autore di un trattato De usucapionibus: questo Marco Cocceio Nerva prese in moglie Sergia Plautilla, figlia del console suffetto del 33 e successore del padre come curator aquarum Gaio Ottavio Lenate e cognata della bisnipote di Tiberio Rubellia Bassa, e dal loro matrimonio nacquero Cocceia, moglie del console ordinario del 52 Lucio Salvio Otone Tiziano, e proprio il futuro princeps Nerva l'8 novembre del 30 o del 35.